# Agnew (Washington)
Agnew es un área no incorporada ubicada en el condado de Clallam, en el estado estadounidense de Washington.

## Geografía
Agnew se encuentra ubicada en las coordenadas 48°6′22″N 123°25′30″O / 48.10611, -123.42500.